# Illegális gyorsulási verseny

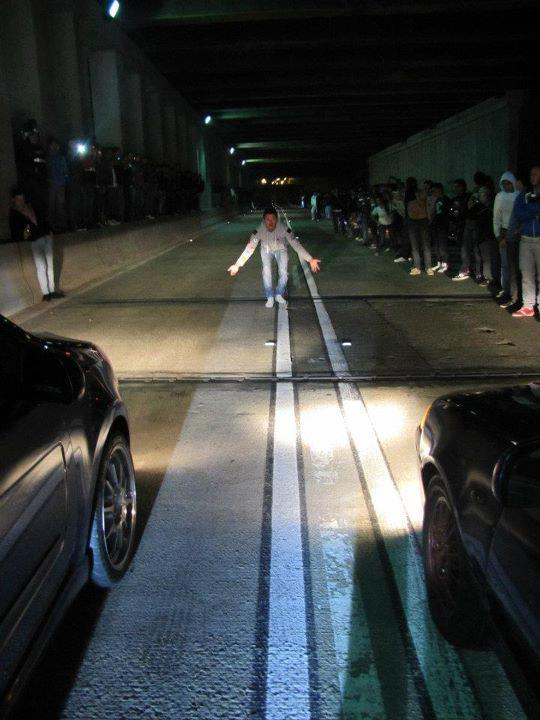
Gyorsulási verseny rajtja Kolumbiában

Az illegális gyorsulási verseny engedély nélküli rendezvény az autók, motorok, és a járműtuning iránt érdeklődőknek.
Magyarországon az egymással versenyzők egy le nem mért útszakaszon az autók gyorsulását mérik össze. A magyarországi versenyek nem pénzben vagy forgalmiban zajlanak, mint a nagy sikerű amerikai filmekben (Pl.: Halálos Iramban) hanem simán kedvtelésből.

## A versenyekről
1985-től van jelen Magyarországon a gyorsulási versenyzés. 1985-97-ig a Páty-Budakeszi szakaszon rendszeresek voltak az illegális versenyek, majd hosszú szünet következett. 1998-tól ismét megjelentek az illegális gyorsulásik először Budapesten. 2002-től Budapestről kiindulva a versenyek elterjedtek az egész országban. Több vidéki nagyvárosban is megrendezésre kerültek az idők folyamán. A média napról napra többet foglalkozott a versenyekkel és ezzel csak szaporította az érdeklődők számát.
A versenyeket nem egy társaság szervezi és a versenyzőket nem kell meghívni az éjszakai futamokra. Az autóépítők megtalálják egymást a városokban és összeverődve mennek ezekre az illegális versenyekre.
Budapesten több helyszínen vannak ilyen versenyek.

## Veszélyek
A rendőrség már több éve próbálja megfékezni a versenyeket az ott előforduló halálos balesetek miatt. Gyakran előfordul, hogy az óvatlan nézelődők túl közel állnak a több mint 100 km/órás sebességgel haladó autókhoz, és azok elsodorhatják őket, vagy a nagy tolakodásban könnyedén az autók alá kerülhetnek.
A másik gyakori indoka a baleseteknek a vezetők óvatlansága vagy átépített járműveik meghibásodása. 
Az illegális gyorsulásra kilátogatók alig egyharmada az, aki versenyzési szándékkal érkezik ki. Mára a nézőközönség a jelenlévők nagyobb hányadát teszi ki.

## Volt versenyhelyszínek Budapesten és környékén
- Műegyetem rakpart (megszűnt fekvőrendőrök lehelyezése miatt és a KPM sorozatos látogatásai miatt)
- Erzsébeti Szennyvíztisztító (megszűnt, mert az újonnan épült logisztikai park nem nézte jó szemmel a tömeget)
- Flóra (a szigetszentmiklósi virágpiac mellett volt a verseny, de az átépítések miatt megszűnt)
- Lakatos úti lakótelep (szintén megszűnt a polgárőrség és a rendőrség erőteljes fellépése miatt)
- Gyáli logisztikai park (megszűnt mivel az odalátogató tömegek nem fértek el)
- M3 bevezető Shell kút (itt csak találkozók voltak versenyek soha; a rendőrök mindig a helyszínen voltak, de inkább demonstrálás végett)
- Óbudai-sziget (a kihelyezett forgalomlassító betonterelők miatt megszűnt)
- Helikopter út (néhanapján van még, de csak késő este, mikor nincs forgalom)
- Rákospalotai szemétégető (az ott található parkolót sorompóval lezárták, így nem tudnak ott gyülekezni az autósok)
- Nagyvásártelepi sertés feldolgozó üzem ( Az úgynevezett "Hangár" néven elhíresült hely, a rendőrség erőteljes fellépése miatt mára már szinte teljes mértékben megszűnt)

## Aktív versenyhelyszínek Budapesten és környékén
- Savoya park (Kitérő út, Feltáró út)